# Coilodera alexisi
Coilodera alexisi är en skalbaggsart som beskrevs av Krajcik 2000. Coilodera alexisi ingår i släktet Coilodera och familjen Cetoniidae. Inga underarter finns listade i Catalogue of Life.